# Ambreina
L'ambreina è una sostanza organica naturale usata in profumeria. È il principale costituente dell'ambra grigia, una secrezione dal sistema digerente del capodoglio. Si forma come prodotto di degradazione di un triterpene.
Sebbene la stessa ambreina sia inodore, funge da precursore biologico per una serie di derivati aromatici come l'ambrossido e si ritiene che possieda proprietà fissative per altri odori.
È stato dimostrato che agisce come un analgesico e che aumenta il comportamento sessuale nei ratti, cosa che ha portato al suo tradizionale uso afrodisiaco.
Inoltre riduce le contrazioni spontanee della muscolatura liscia nei ratti, nelle cavie e nei conigli. È in grado di ridurre queste contrazioni fungendo da antagonista e interferendo con gli ioni Ca2+ dall'esterno della cellula.

## Biosintesi
L'ambreina è sintetizzata dal comune squalene, precursore dei triterpeni. La squalene-opene ciclasi (SHC) catalizza la ciclizzazione dello squalene nel 3-deossichilleolo monociclico A. L'enzima tetraprenil-beta-curcumene sintasi (BmeTC) converte il 3-deossichilleolo A nell'ambreina triciclica.